# Honda RC116
La Honda RC116 est une moto de Grand Prix ayant couru en 1966 dans la catégorie des 50 cm3.

## Description
La différence, à cette époque, entre le modèle RC115 de 1966 et le RC116, est un nouvel alésage/course qui est désormais de 35,5 × 25,14 mm. La puissance était de 16 ch au régime de 21 500 tr/min. C'était un 50 cm3 bicylindre à quatre temps. Cela signifie une puissance spécifique de 320 ch/L et une pression moyenne effective (PME) de près de 16 kg/cm2. En ce qui concerne la puissance au litre, c'est un chiffre qui n'a jamais été surpassé par aucun moteur à quatre temps à admission atmosphérique, et même aujourd'hui les voitures de Formule 1, malgré leurs carburants spéciaux, ne peuvent pas fournir un tel rendement. Elle donne une idée du niveau de la technologie de ce moteur quatre temps de plus de cinquante ans. Ce moteur était le plus avancé de tous les moteurs Honda. La zone rouge est à 22 500 tr/min, les carburateurs à boisseau plat et la boîte est à neuf vitesses. Le poids à sec de la moto est de 58 kg. L'axe de piston a un diamètre de 9 mm et pèse 6 g. La tête de la soupape d'admission est de 13 mm, la tête de la soupape d'échappement de 11,5 mm, et les tiges sont de 3,5 mm de diamètre. Le poids de la soupape d'échappement est de 6 g.